# Turmalin napfénykolibri
A turmalin napfénykolibri (Heliangelus exortis) a madarak osztályának sarlósfecske-alakúak (Apodiformes) rendjébe és a kolibrifélék (Trochilidae) családjába tartozó faj.

## Rendszerezése
A fajt Louis Fraser brit zoológus írta le 1840-ben, a Trochilus nembe Trochilus exortis néven.

## Előfordulása
Dél-Amerika északnyugati részén, az Andok-hegységben, Ecuador és Kolumbia területén honos. Természetes élőhelyei szubtrópusi és trópusi hegyi esőerdők és cserjések.

## Megjelenése
Testhossza 11 centiméter, testtömege 4-4,6 gramm.
|  |  |

## Természetvédelmi helyzete
Az elterjedési területe nagy, egyedszáma pedig stabil. A Természetvédelmi Világszövetség Vörös listáján nem veszélyeztetett fajként szerepel.